# Нарисувай човек
„Нарисувай човек“ е проективен и когнитивен тест, създаден от Флоренс Гудинаф през 1926 г. Тестът е много лесен за изпълнение (детето трябва да нарисува без модел човешка фигура). Тестът на Гудинаф е много използван в клиничната психология за оценяване на интелектуалното развитие на детето. Оценявало се е по 54 критерия, а сега версията му е редуцирана, като се оценява по 24 критерия.
Употребата на теста за измерване на интелект е обект на много критики. Харлейн Хайн и екип сравняват резултатите от теста с резултати от теста на Векслер при 100 деца и откриват много малка корелация в резултатите ({\displaystyle r=0,27}).